# Jessethoa
Jessethoa is een monotypisch geslacht van mosdiertjes uit de  familie van de Hippothoidae. De wetenschappelijke naam ervan is in 2020 voor het eerst geldig gepubliceerd door Gordon.

## Soort
- Jessethoa ausubeli Gordon, 2020